# Densispina graminea
Densispina graminea är en insektsart som beskrevs av Ter-grigorian 1964. Densispina graminea ingår i släktet Densispina och familjen ullsköldlöss.
Artens utbredningsområde är Armenien. Inga underarter finns listade i Catalogue of Life.